# Česká pozice
Česká pozice byl internetový magazín, který v prosinci 2010 založil István Léko, bývalý šéfredaktor týdeníku Euro pod hlavičkou své společnosti Léko Media Group s.r.o. V roce 2014 se Česká pozice stala součástí deníku Lidové noviny a jeho zpravodajského serveru Lidovky.cz, které vydává akciová společnost MAFRA. To zahrnuje i tištěnou verzi, konkrétně vychází jako sobotní příloha Lidových novin. Česká pozice splynula plně pod Lidové noviny a na webu a poslední aktivitu vykázala v roce 2019, poslední vydáni bylo publikováno v 31. srpna toho roku.

## Historie
Zpravodajství se věnovalo tématům jako politika, byznys, ekonomika, ekologie, věda, vzdělání a právo. Redakce analyzuje a komentuje události v České republice a v Evropské unii. Podle prvních šéfredaktorových vyjádření měl být provoz financován z jeho vlastních úvěrů, zajištěných neznámými ručiteli, o rok později ale už hovořil o sponzorech. Konkrétně podnikatel Andrej Babiš podle svých slov přispíval na provoz České Pozice ročně 20 milióny korun. V roce 2014 se Česká pozice stala součástí Lidových novin, které patří do mediální skupiny MAFRA, která je vlastněna Babišovým Agrofertem. István Léko byl již v prosinci 2013 Babišem dosazen na post šéfredaktora Lidových novin.
Projekt tvořilo patnáct stálých redaktorů a desítky přispěvatelů.[zdroj?] K autorům patřili například[zdroj?] István Léko, Kateřina Menzelová, Petr Bušta, Čestmír Klos, Luděk Bednář, Benjamin Kuras, Jan Schneider (analytik), Martin Rychlík – jeden ze zakládajících redaktorů, působící v České pozici od roku 2010 a obsáhle referující o dění na MŠMT za ministra školství Josefa Dobeše (VV), Martin Shabu, David Kasl, Lukáš Novotný, Tereza Matějčková – spolupracovala příležitostně, Bohumil J. Studýnka, Marie Reslová, Ondřej Koutník, Igor Lukeš či Vladimír Franz.
Původní internetový portál vytvořili Petr Bušta (hlavní editor) a Richard Cortés (kreativní ředitel) po obsahové a výtvarné stránce. Technickou stránku zajišťoval Robert Morrison (CIO) a Michal Řehák.